# Северна Рорайма (мезорегион)
Мезорегион Северна Рорайма е един от двата мезорегиона на бразилския щат Рорайма. Образуван е от 8 общини, групирани в 2 микрорегиона.

## Микрорегиони
- Боа Виста
- Североизточна Рорайма